# Scraptia fuscula
Scraptia fuscula is een keversoort uit de familie bloemspartelkevers (Scraptiidae). De wetenschappelijke naam van de soort is voor het eerst geldig gepubliceerd in 1821 door Müller.